# Giufi
Giufi (łac. Diocesis Giufitanus) – stolica historycznej diecezji w Cesarstwie rzymskim w prowincji Afryka Prokonsularna, sufragania metropolii Kartagina. Współcześnie w Tunezji. Obecnie katolickie biskupstwo tytularne.

## Biskupi tytularni
| Lp. | Biskup                   | Funkcja                                                    | Od                   | Do               |
| --- | ------------------------ | ---------------------------------------------------------- | -------------------- | ---------------- |
| 1   | Jan Theunissen           | wikariusz apostolski Shiré (Malawi)                        | 25 grudnia 1949      | 25 kwietnia 1959 |
| 2   | Bogdan Dobranow          | wikariusz apostolski Sofii-Płowdiw (Bułgaria)              | 10 października 1959 | 14 grudnia 1978  |
| 3   | Petar Čule               | emerytowany biskup Mostaru (Jugosławia)                    | 14 września 1980     | 29 lipca 1985    |
| 4   | Edouard Mathos           | biskup pomocniczy Bossangoa (Republika Środkowoafrykańska) | 28 sierpnia 1987     | 6 listopada 2004 |
| 5   | Tomé Ferreira da Silva   | biskup pomocniczy São Paulo (Brazylia)                     | 9 marca 2005         | 26 września 2012 |
| 6   | José Mário Angonese      | biskup pomocniczy Kurytyby (Brazylia)                      | 20 lutego 2013       | 31 maja 2017     |
| 7   | Jesús Castro Marte       | biskup pomocniczy Santo Domingo (Dominikana)               | 1 lipca 2017         | 30 maja 2020     |
| 8   | Valter Magno de Carvalho | biskup pomocniczy São Salvador (Brazylia)                  | 4 listopada 2020     | 22 maja 2025     |